# Alwar
|  | Per a altres significats, vegeu «Alwar (desambiguació)». |

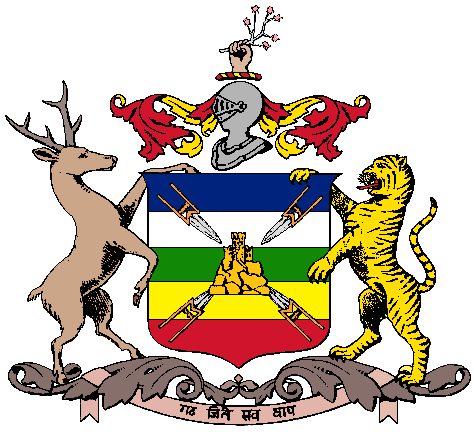
Escut

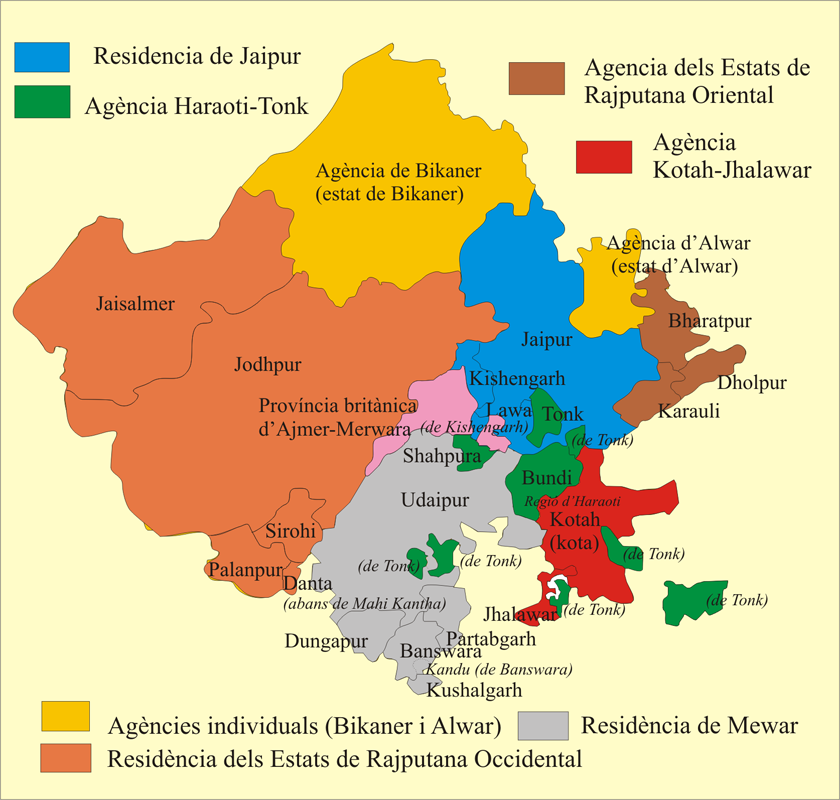
Rajputana, Alwar al nord-est

Alwar fou un antic principat de la Rajputana amb capital a la ciutat del mateix nom. Vegeu Alwar (ciutat).
El maharajà tenia dret a salutació de 15 canonades. Per si sol constituïa una agència de la Rajputana amb un agent britànic.

## Geografia
La superfície de l'estat era de 8135 km². Limitava al nord amb el districte de Gurgaon (Panjab), el districte de Kot Kasim (de Jaipur) i el de Bawal (de Nabha); al nord-oest amb Narnaul (de Patiala); a l'oest i sud amb Jaipur; a l'est amb Bharatpur; i al nord-est també amb Gurgaon. De nord a sud mesurava 128 km i d'ampla tenia un màxim de 96 km.
Una zona muntanyosa de 90 km de nord a sud (al centre del territori des de Mandawar fins passada la ciutat d'Alwar) era continuació dels Aravalli; la màxima elevació era 788 metres a Baragaon; el riu principal era el Sabi o Sahibi que iniciat a Jaipur creuava l'estat fins a entrar al Gurgaon; un altre riu era el Ruparel que seguia cap a Bharatpur.
El clima és sec i calorós i les pluges només són rellevants de juliol a setembre

## Població, llengua, religió

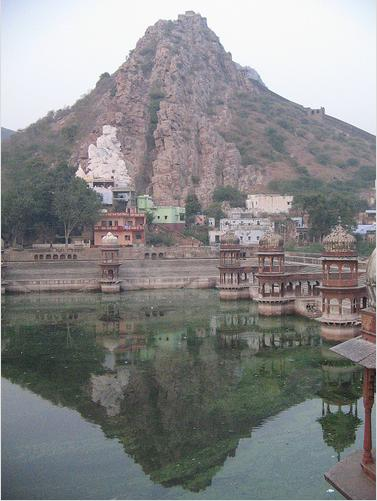
Alwar

L'estat estava format per 1762 ciutats i pobles (7 municipalitats destacant la ciutat d'Alwar i Rajgarh). La població era el 1881 de 682.926 habitants, el 1891 de 767.786 habitants, el 1901 de 828.487 habitants i el 1931 de 749.751. Quant a ètnies i castes, la més nombrosa era la dels meos (113000, 13%) tots musulmans; seguien els chamars (115), bramans (9%), ahirs (8%), mines (6%) gujars (5%), mahajans (5%), jhats (4%), rajputs (4%).
Les llengües eren l'hindi i el mewatí del grup del rajasthaní. De la població total, 618.000 era hindús (74%), 204.000 musulmans (24%) i 5000 jains; només un centenar de persones eren cristians. L'estat estava dividit en dotze tahsils i un jagir.

## Economia i comunicacions
La majoria de la població es dedicava a l'agricultura. La part sud-oest de l'estat era rica en minerals com coure i ferro però estava poc explotada; també es troba marbre en diversos llocs, especialment marbre rosa a Baldeogarh,negre prop de Ramgarh i blanc a Alwar i Jhiri. Es fabriquen productes de cotó i turbants, i una mica de paper a Tijara; també hi ha vidre a l'est de la capital, pedreres i una fàbrica de blavet.
Les fams de 1860-1861, 1868-1869 i 1899-1900 van afectar l'estat. L'estat està creuat per la línia fèrria Rajputana-Malwa de sud a nord, amb 7 estacions.

## Segells i moneda
Emissions postals pròpies apareixen entre 1912 i 1949. El 1902 hi havia 28 oficines de correus a l'estat i una oficina de telègraf a la capital (a més d'algunes a la línia fèrria).
Monedes de plata i coure foren emeses per l'estat; es fabricaven a Rajgarh des de 1772, però el 1873 es van deixar de fer i el 1877 es va introduir la moneda de l'Índia Britànica fabricada a Calcuta.

## Govern i administració
El govern estava a càrrec del maharajà assistit per un consell de tres membres i alguns caps de departaments. Per recaptació de taxes el territori estava dividits en dos cercles, occidental i oriental, amb un col·lector encarregat, després substituïts (vers 1905) per un oficial de recaptació amb un ajudant.
La justícia corresponia als tahsildars al nivell inferior; seguien una magistrats honoraris i finalment els faudjar i un jutge civil. La cort d'apel·lacions és el consell que decidia també sobre les penes de mort.
La terra era en un 86% del tipus khalsa (domini del maharajà i arrendada pagant directament a l'estat la renda); els istimradars (les seves terres eren del tipus istimrari) eren rajputs i pagaven la renda i una quantitat afegida per serveis; els jagirs (dividits en jagirs propis i jaidad) eren terres concedides en explotació sense cap servei a canvi als jaidad, o a canvi de cavalleria en el cas de les terres jagir; les terres bardari eren concedides a canvi de proveir alimentació als soldats; les terres muafi eren terres concedides a rajputs en lloc de salari, als kanungos o chaukidars com a salari per serveis, i als bramans, charans i altres com a caritat i pels temples; les terres khalsa eren posseïdes quasi totes per zamindars (zamindari, un únic propietari).
L'estat disposava d'un regiment de cavalleria pel servei imperial de 600 homes, un d'infanteria de 1000 homes, i algunes forces irregulars. La força de policia estava formada per 942 membres

## Divisió administrativa
Estava form per un jagir, de nom Nimrana, i dotze tahsil (districtes) governats per tahsildars:
- 1.- Alwar (el més gran i poblat)
- 2.- Rajgarh
- 3.- Bansur
- 4.- Thanagazi
- 5.- Behror
- 6.- Tijara
- 7.- Mandawar
- 8.- Lachhmangarh
- 9.- Kishangarh
- 10.- Ramgarh
- 11.- Kathumar
- 12.- Govindghar

## Història
El 1500 aC Alwar formava part de Viratnagar (modern Bairat). A la mitologia índia el regne de Matsya és on els karauves van iniciar les agressions que van portar a la guerra contra els seus parents els pandaves, batalla que és la base del Mahabarata. La ciutat fou fundada per un membre de la família Kacch originària d'Amber però el control va passar als kachhwahas de Nikumbhas.
Van perdre la ciutat enfront dels Bada Gurjara rajputs de Machari. Va passar després als khanzades, sota Bah Nahara sobirà de Mewat, que es va convertir a l'islam per guanyar el favor de l'emperador Tughlaq de Delhi. El regne de Mewat va defensar Alwar contra els musulmans el 1427; Alwar va seguir el destí de Mewat; encara que el sobirà de Mewat era musulmà es va aliar als rajputs contra els musulmans de Delhi i Alwar, per la seva situació, fou objecte de nombrosos atacs i finalment conquerida.
Awrangzeb la va donar a Sawai Jai Singh de Jaipur, però després l'emperador la va recuperar en adonar-se de la seva importància estratègica.
Després fou atacada pels jats de Bharatpur que van acabar apoderant-se de la fortalesa d'Alwar de la que foren expulsats pels lalawat narukes. Els següents sobirans d'Alwar pertanyien a la branca lalawat del clan rajput dels naruka, derivats dels kachwaha de Jaipur i es consideraven descendents de Bar Singh, el fill d'Udai Karan, raja d'Amber al segle XIV. Bar Singh, barallat amb el seu pare va renunciar a la successió i durant tres-cents anys els seus successors van governar territoris de diferent mesura a Jaipur. El primer que es va establir com a virtual sobirà al territori d'Alwar fou Rao Kalyan Singh, al qual Jai Singh (Mirza Raja) de Jaipur va donar com a premi als seus serveis, el territori de Macheri com a jagir el 1671.
Pratap Singh, un dels seus successors, posseïa només dos viles i mitja (Macheri, Rajgarh i la meitat de Rajpura), i quan tenia 17 anys es va posar al servei de Jaipur, i va imposar la seva autoritat als turbulents naruka d'Uniara, i va fer aixecar el setge de Ranthambhor on una guarnició imperial era assetjada pels marathes; uns cercles als seus ulls l'assenyalaven segons els endevins com a destinat a obtenir el poder reial, i el sobirà de Jaipur se li va girar en contra i va haver de fugir.
Es va posar al servei de Suraj Mal, sobirà jhat de Bharatpur, i després del seu fill Jawahir Singh; però quan aquest va voler atacar Jaipur i arribar fins al llac Pushkar, Pratap no hi va voler participar, i encara va alertar al sobirà de Jaipur; Jawahir va arribar fins a Pushkar però a la tornada fou atacat per les forces de Jaipur a Maonda, al Torawati, i derrotat greument (1766). Pratap va tornar al favor del sobirà de Jaipur i va recuperar Macheri, i obtenir el dret de construir un fort a Rajgarh. Va restar com a vassall de Jaipur fins que una minoria en la direcció d'aquest estat li va permetre fer-se independent entre 1771 i 1775 amb un territori aproximadament la meitat sud de l'estat d'Alwar.
En aquest període (1771-1775) es va aliar a Najaf Khan al que va ajudar contra els jhats de Bharatpur que foren derrotats a Barsana i Dig; per aquestos fets va rebre de l'emperador mogol Shah Alam II el títol de raja i Macheri va quedar immediatitzat a l'Imperi per un sanad (decret). Això li permetia conquerir territoris i la guarnició jhat que restava a Alwar, baixa de moral, es va rendir el 1775. Pratap va establir la capital a la ciutat i la va fer servir de base per la seva expansió posterior.
Entre 1775 i 1782 sota la direcció de Pratap Singh, els rajput naruka es van apoderar dels llavors districtes de Thanagazi, Rajgarh, Malakhera, Ajabgharh, Baldeogarh, Kankwari, Alwar, Ramgarh i Lachhmangarh, i àrees a l'entorn de Behror i Bansur, i van formar l'estat. Aquest sobirans foren patrons de les arts i van encarregar la transcripció de nombrosos texts sagrats i de coneixements, encoratjant a pintors i artesans a visitar la cort. Pratap fou reconegut com a cap pel clan naruka dels rajput. Va morir el 1791 quan dominava set tahsils (districtes) i parts de dos altres, encara que algunes zones foren després recuperades per Jaipur.
El va succeir el seu fill adoptiu Bakhtawar Singh que va completar la conquesta del tahsil de Govindgarh. Al començar la Guerra Maratha (1803) es va aliar als britànics i va enviar una forca en suport de lord Lake. Després de la batalla de Laswari (1 de novembre de 1803) que va aniquilar als marathes, Lake va avançar cap a Agra i, a Pahesa, prop de Bharatpur, se li va unir Bakhtawar amb el que va signar un tractat d'aliança ofensiu i defensiu (14 de novembre de 1803); se li van cedir alguns districtes del nord i nord-oest, però el 1805 va retornar tres dels districtes a canvi dels tahsils de Tijara, Kishangarh i Kathumar quedant fixats els límits de l'estat. Alwar fou el primer estat de Rajputana a signar un tractat d'aliança amb la British East India Company i el takhur va rebre el títol de maharaja en recompensa pel seu suport.
El 1811 Bakhtawar Singh va atacar el veí estat de Jaipur, on governava la branca major dels Kachwaha, i el sobirà del qual era l'antic senyor del seu predecessor, però fou derrotat i els britànics li van prohibir les relacions amb altres estats sense consentiment i permís britànic. Però el 1812 Bakhtawar Singh va ocupar algunes fortaleses de Jaipur i no les va voler retornar; els britànics van enviar una força i li van imposar la restitució havent de pagar una multa.
Bakhtawar va morir el 1815 i va esclatar una lluita per la successió. El sobirà havia volgut adoptar al seu nebot Banni Singh, però aquest va morir abans de la cerimònia formal d'adopció. L'altre pretendent al tron era el fill il·legítim de Bakhtawar, Balwant Singh; els dos eren menors d'edat; un arranjament va establir que Banni tindria el títol però el poder executiu seria per Balwant; però aquest acord va portar a lluites civils durant deu anys.
El 1824 Banni va fer presoner al seu rival i es va assegurar el poder; el principal suport de Balwant, el cap Ahmad Bakhsh Khan, va patir un intent d'assassinat i es va comprovar que el crim havia estat planejat per persones de la cort d'Alwar; els britànics van exigir l'entrega dels culpables, i Banni ho va demorar fins al 1826, quan després de la captura britànica de Bharatpur, va haver d'accedir (febrer de 1826); també va haver d'entregar a Balwant terres i diners; però a la mort de Balwant Singh sense fills el 1845 aquestes terres van retornar a Alwar.
Durant el govern de Banni els meos van agitar el país amb les seves accions de saqueig i robatori; fou necessari cremar els seus poblats i confiscar els seus ramats per obtenir la seva submissió. El 1838 alguns musulmans de Delhi van ser nomenats per dirigir el govern com a ministres i es van començar a introduir canvis: les rendes de la terra es van començar a cobrar amb regularitat i es van establir corts regulars de justícia; no obstant el 1851 es va descobrir un gran desfalc, ja que les rendes obtingudes havien quedat en gran part en poder dels ministres.
Banni va construir un nou palau anomenat Banni Bilas, al sud-est, i una presa que va formar el llac Siliserh. El 1857, a la revolta dels sipais, va ser lleial als britànics i els va enviar un contingent format majoritàriament per musulmans i rajputs en ajut del fort d'Agra, però els musulmans van desertar i aquests forces foren derrotades a Achhnera pels rebels de Nimach i Nasirabad. Va morir l'agost del 1857.
El va succeir el seu fill Sheodan Singh, de 12 anys, i com que va continuar amb els ministres musulmans, va esclatar una revolta dels rajputs el 1858 en la que alguns ministres van morir i els altres van haver de fugir de l'estat. El capità Nixon, agent a Bharatpur, va anar a Alwar i va formar un consell de regència o Panchayat però no va tenir èxit; llavors hi va anar el capità Impey (novembre del 1858) que va regir l'estat com a regent fins al 1863. Sheodon fou declarat major d'edat el 14 de setembre del 1863, i es va abolir l'agència però el poder va tornar als antics diwans musulmans; la cavalleria rajput fou suprimida el 1870 i es van confiscar alguns jagirs, que seguidament foren concedits als musulmans, el que va causar una nova revolta rajput; els britànics van intervenir altre cop i el capità Blair, agent pels estats orientals, va intentar una reconciliació però va fracassar. El va substituir com a agent el major Cadell i es va formar un consell de govern presidit per l'agent polític i es van imposar nombroses reformes. El 1873 es va introduir la moneda de l'Índia Britànica d'acord amb la Native Coinage Act. Va morir l'octubre de 1874 sense descendents legítims o adoptius (el dret d'adopció li havia estat reconegut el 1862).
Els notables de l'estat (els dotze kotris o caps de les famílies del clan naruka) van decidir escollir un sobirà en una branca col·lateral de la família reial; fou escollit el thakur (noble) Mangal Singh de Thana, de 15 anys, que fou reconegut pel govern britànic. Mangal (1874-1892) va romandre en mans de l'agent polític i un consell de regència fins al desembre del 1877 quan fou declarat major d'edat. En aquest any i el següent Alwar fou afectada per una gran fam; el 1879 es va fer un acord sobre les taxes de la sal amb el govern britànic, pel qual la fabricació de sal va quedar prohibida i les taxes d'importació i exportació de productes i pel transit per l'estat foren abolides excepte per alguns articles concrets (com alcohols, opi i drogues). El 1889 se li va reconèixer el títol de maharaja hereditari. Les reformes van continuar.
Va morir sobtadament el 1892 i el va succeir el seu fill Jai Singh, inicialment sota un consell de regència (State Council) sota control de l'agent polític, rebent plens poders el 1903; aquest sobirà fou un dels més capacitats; fou llavors quan es van crear les unitats administratives: dotze tahsils cadascun sota un tahsildar.
El 1937 va pujar al tron Tej Signh. Alwar va decidir accedir a l'Índia i el 18 de març del 1948 i es va fusionar amb els veïns Bharatpur, Dholpur i Karauli per formar l'Agència de Matsya o Unió de Matsya que al seu torn es va unir a l'Índia. El 15 de maig de 1949 fou unida amb altres estats i al territori d'Ajmer per formar l'estat de Rajasthan.

## Governants
- Pratap Singh Prabhakar Bahadur (1775-1791) Rao Raja d'Ulwar
- Bakhtawar Singh Prabhakar Bahadur (1791-1815) Rao Raja d'Ulwar
- Bane Singh Prabhakar Bahadur (1815-1857) Maharao Raja d'Alwar
- Sheodan Singh Prabhakar Bahadur (1857-1874) Maharao Raja d'Alwar
- Mangal Singh Prabhakar Bahadur (1874-1892) Maharaja d'Alwar
- Jai Singh Prabhakar Bahadur (1892-1937) Maharaja d'Alwar
- Tej Singh Prabhakar Bahadur (1937-1971) Maharaja d'Alwar

## Bandera
La primera bandera fou una de les anomenades "panchraga" de cinc franges horitzontals: vermell, verd, blanc, blau i groc. Fins al 1892 fou tanmateix l'estendard reial, però aquest any l'estendard va agafar forma de triangle rectangle amb els mateixos colors.
El 1931 els cinc colors van modificar el seu ordre: blau, blanc, verd, groc i vermell. El 1933 l'estendard reial fou suprimit i la bandera va esdevenir d'estat i reial.
El regiment de cavalleria d'Alwar utilitzava un banderí de llança forcat blau sobre groc